# Porno for Pyros
Porno for Pyros var ett amerikanskt alternativ rock-band som existerade mellan 1992 och 1997. Bandet grundades av Perry Farrell och Stephen Perkins, vilka båda tidigare varit medlemmar i det amerikanska bandet Jane's Addiction. Övriga medlemmar var Martyn LeNoble, Peter DiStefano och Mike Watt. Bandet gav ut två musikalbum och splittrades 1997 efter det att deras gitarrist DiStefano fått ett cancerbesked. DiStefano överlevde cancern och i april 2009 återförenades bandet för en enda spelning på Perry Farrells födelsedagsfest. 

## Medlemmar
- Perry Farrell – sång, munspel, tamburin (1992–1997, 2009, 2018–2019)
- Stephen Perkins – trummor, percussion, bakgrundssång (1992–1997, 2009, 2018–2019)
- Peter DiStefano – gitarr, bakgrundssång (1992–1997, 2009, 2018–2019)
- Martyn LeNoble – basgitarr, bakgrundssång (1992–1996, 2009, 2018–2019)
- Mike Watt – basgitarr, bakgrundssång (1996–1997)

## Diskografi
Album
- Porno for Pyros (1993)
- Good God's Urge (1996)